# Tizza Covi

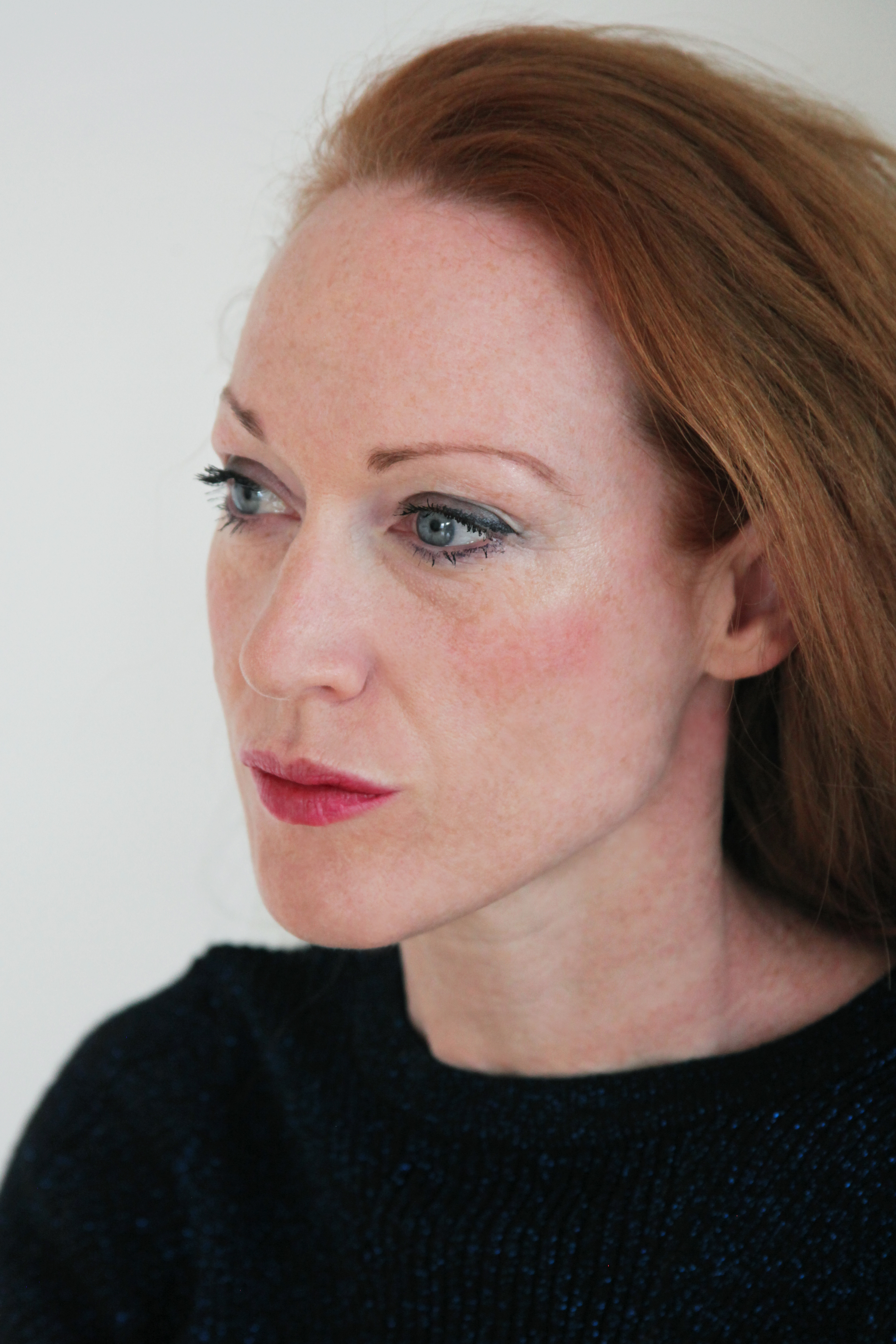
Tizza Covi (2018)

Franziska „Tizza“ Covi (* 1971 in Bozen) ist eine italienische Filmregisseurin, Drehbuchautorin und Filmeditorin, die hauptsächlich in Österreich tätig ist.

## Leben
Tizza Covi besuchte von 1992 bis 1994 das Kolleg für Fotografie an der Graphischen Lehranstalt in Wien. Danach war sie bis 1998 als freie Fotografin in Rom tätig, für ihre fotografische Arbeit erhielt sie Auslandsstipendien in Rom und Paris. Seit 1996 arbeitet sie mit Rainer Frimmel an Projekten in den Bereichen Fotografie, Theater und Film zusammen, 2002 gründeten die beiden die Filmproduktionsfirma Vento Film, um ihre Filme unabhängig produzieren zu können.
Ihre Filme dreht Tizza Covi ausnahmslos im Zweierteam mit Rainer Frimmel. Tizza Covi übernimmt die Co-Regie und den Stetton,  schreibt in den meisten Fällen das Drehbuch und übernimmt auch den Schnitt, während Rainer Frimmel zusätzlich zur Co-Regie die Kamera und die Produktion übernimmt. Alle ihre Filme sind auf 16 mm mit einer Aaton gedreht und wurden mit Laiendarstellern realisiert. 2001 veröffentlichten sie mit Das ist alles die erste gemeinsame Dokumentation, 2005 folgte die Dokumentation Babooska.
Der erste gemeinsam produzierte Langspielfilm La Pivellina (2009, auch Die Kleine) wurde vielfach ausgezeichnet, unter anderem war dies der österreichische Beitrag für die Oscar-Nominierungen in der Kategorie bester fremdsprachiger Film für die Oscarverleihung 2011. Ihr zweiter Spielfilm Der Glanz des Tages wurde beim Locarno Festival uraufgeführt und erhielt den Max-Ophüls-Preis und den Preis für den besten österreichischen Spielfilm auf der Diagonale 2013. Ihr dritter Spielfilm Mister Universo hatte 2016 im internationalen Wettbewerb von Locarno Premiere und wurde dort mehrfach ausgezeichnet, unter anderem mit einer lobenden Erwähnung der internationalen Jury, dem Europa Cinema Label und dem FIPRESCI-Preis der internationalen Filmkritiker. Sechs der gemeinsam veröffentlichten Filme (Das ist alles, Babooska, La Pivellina, Der Glanz des Tages, Mister Universo und Vera) wurden im Rahmen der Edition österreichischer Film von Hoanzl und dem Standard auf DVD veröffentlicht.
Ihr Dokumentarfilm (wieder gemeinsam mit Rainer Frimmel) Aufzeichnungen aus der Unterwelt wurde auf der Berlinale 2020 in der Sektion Panorama Dokumente uraufgeführt. Im Rahmen der Romyverleihung 2020 wurde sie für diesen Film in den Kategorien Beste Kino-Doku und Beste Produktion Kinofilm ausgezeichnet. Die Reihe Zur Person des Grazer Filmfestivals Diagonale wurde 2022 der Arbeit von Tizza Covi und Rainer Frimmel gewidmet.
Ihr semidokumentarisches Projekt Vera über die Schauspielerin Vera Gemma, Tochter von Giuliano Gemma, wurde in der Sektion Orizzonti der Internationalen Filmfestspiele von Venedig 2022 mit dem Preis für die beste Regie ausgezeichnet und als österreichischer Kandidat für den besten internationalen Film für die Oscarverleihung 2024 ausgewählt. Für das Treatment Artikel 640 zu diesem Film wurde sie 2018 mit dem Förderpreis des Carl-Mayer-Drehbuchpreis ausgezeichnet.
2018 war sie Jurymitglied für den internationalen Wettbewerb beim Locarno Festival. Für die Berlinale 2024 wurde sie in die Jury der Sektion Encounters berufen.

## Filmografie (Auswahl)
- 2001: Das ist alles (Dokumentation, Regie, Drehbuch und Schnitt)
- 2005: Babooska (Dokumentation, Regie, Drehbuch und Schnitt)
- 2009: La Pivellina (Regie, Drehbuch und Schnitt)
- 2012: Der Glanz des Tages (Regie, Drehbuch und Schnitt)
- 2014: Der Fotograf vor der Kamera (Dokumentation, Regie und Drehbuch)
- 2016: Mister Universo (Regie, Drehbuch und Schnitt)
- 2020: Aufzeichnungen aus der Unterwelt (Regie, Schnitt)
- 2022: Vera (Regie, Drehbuch, Produktion, Schnitt, Ton)
- 2023: Emile – Erinnerungen eines Vertriebenen (Schnitt)[13]

## Auszeichnungen und Nominierungen (Auswahl)
- Für Babooska (2005):
  - 2006: Internationale Filmfestspiele Berlin 2006 – Wolfgang-Staudte-Preis
  - 2006: Diagonale – Bester österreichischer Dokumentarfilm

- Für La Pivellina (2009):
  - 2009: Internationale Filmfestspiele von Cannes 2009 – Quinzaine des réalisateurs – Europa-Cinemas-Preis
  - 2009: Molodist – Preisträger des Grand Prix
  - 2010: Diagonale – Bester österreichischer Kinospielfilm
  - 2010: Unabhängiges FilmFest Osnabrück – Ernst-Weber-Filmpreis
  - 2011: Österreichischer Filmpreis 2011 – Nominierung in der Kategorie Beste Regie und Bester Schnitt

- Für Der Glanz des Tages (2012):
  - 2013: Thomas-Pluch-Drehbuchpreis – Würdigungspreis
  - 2013: Diagonale – Bester österreichischer Kinospielfilm
  - 2013: Filmfestival Max Ophüls Preis – Max-Ophüls-Preis

- Für Mister Universo (2016):
  - 2016: Europa Cinema Label (Locarno Festival)[14]
  - 2016: FIPRESCI-Preis (Locarno Festival)[15]
  - 2017: Thomas-Pluch-Drehbuchpreis – Spezialpreis der Jury

- Für Aufzeichnungen aus der Unterwelt (2020):
  - 2020: Romyverleihung 2020 – Auszeichnung in den Kategorien  Beste Kino-Doku und Beste Produktion Kinofilm[4]
  - 2021: Diagonale – Auszeichnung mit dem Kodak Analog-Filmpreis[16] und für den besten Dokumentarfilm[17][18]
  - 2022: Österreichischer Filmpreis 2022 – Auszeichnung in der Kategorie Bester Dokumentarfilm[19]

- Für Vera (Artikel 640, 2022)
  - 2018: Carl-Mayer-Drehbuchpreis – Förderpreis[1][20]
  - 2022: Internationale Filmfestspiele von Venedig 2022 – Preis für die beste Regie[7]
  - 2023: Thomas-Pluch-Drehbuchpreis – Nominierung für den Hauptpreis, Auszeichnung mit dem Spezialpreis der Jury[21]
  - 2023: Großer Diagonale-Preis des Landes Steiermark in der Kategorie Bester Spielfilm[22]
  - 2023: Österreichischer Filmpreis 2023 – Auszeichnung in den Kategorien Bester Spielfilm, Beste Regie und Bester Schnitt, Nominierung in der Kategorie Bestes Drehbuch[23]
  - 2023: Filmfestival Bozen – Preis des Landes Südtirol für die beste künstlerische Leistung[24]
  - 2023: Romyverleihung 2023 – Auszeichnung in der Kategorie Beste Regie Kino[25]

- Sonstige:
  - 2007: Österreichischer Förderungspreis für Filmkunst
  - 2013: Österreichischer Kunstpreis für Film